# 塞凯伊·佐尔坦
塞凯伊·佐尔坦（匈牙利語：Székely Zoltán，1952年2月23日—），匈牙利男子击剑运动员。他曾获得1981年世界击剑锦标赛男子重剑个人冠军。他也参加了1988年夏季奥运会，未获得奖牌。